# Język lampung
Język lampung – język austronezyjski używany na wyspie Sumatra w Indonezji, w prowincjach Lampung i Sumatra Południowa. Według danych z 2000 roku posługuje się nim ponad milion osób.
Dzieli się na dwa warianty: lampung nyo i lampung api, przez serwis Ethnologue rozpatrywane jako odrębne języki. Nazwy „nyo” i „api” odnoszą się do charakterystycznych form zaimka pytajnego „co”. Inne nazwy tych dialektów to kolejno O i A oraz abung i pesisir/peminggir. Spokrewniony etnolekt komering bywa opisywany jako pewna odmiana języka lampung, w 1976 r. uznano, że jest to wręcz wariant dialektu pesisir. Sami użytkownicy czynią jednak wyraźne rozróżnienie między lampung a komering.
W 1976 r. wyróżniono następujące dialekty lampung: komering, krui, pubian i dialekty południowe (w obrębie lampung pesisir) oraz abung i menggala (w obrębie lampung abung). W wyd. 15 Ethnologue (2005) wyodrębniono dziewięć języków określonych jako Lampungic.
Jego umiejscowienie w ramach języków austronezyjskich jest niejasne; istnieje propozycja zakładająca bliższy związek z językiem sundajskim, co jednak pozostaje słabo ugruntowane. Lampung wykazuje znaczne wpływy języka malajskiego (w zakresie fonologii, gramatyki i leksyki), wynikające z długookresowego kontaktu. Występuje też pewna grupa wyrazów, które uchodzą za zapożyczenia z języka angielskiego. Lampung nie oparł się również nowszym wpływom indonezyjskiego języka narodowego.
Uchodzi za zagrożony wymarciem. W latach 90. XX w. etniczna ludność Lampung stanowiła 25–30% populacji prowincji. W miastach rodzimy język jest wypierany przez język indonezyjski. Pozostaje jednak w użyciu na terenach wiejskich i w domenach tradycyjnych, wśród osób z ludu Lampung.
Istnieje dość bogaty zasób materiałów nt. języka lampung. Został opisany w postaci opracowania z 1976 r., omawiającego dialekt pesisir (A Grammar of the Lampung Language) . Od lat 80. XX w. poświęcono mu wiele artykułów i opracowań w języku indonezyjskim (w dużej mierze powstałych pod auspicjami Pusat Pembinaan dan Pengembangan Bahasa), w tym szereg prac dialektologicznych i słowników.
Jest zapisywany pismem kaganga oraz alfabetem łacińskim. Tradycyjny system pisma został w znacznej mierze wyparty przez alfabet łaciński.